# 시모다촌 (구마모토현)
시모다촌(일본어: 下田村)은 일본 구마모토현 아마쿠사군에 설치되었던 촌이다. 

## 역사
- 1889년 4월 1일 - 정촌제 시행에 수반해 시모다촌이 단독으로 지자체를 형성하였다.
- 1956년 9월 21일 - 다카하마촌, 후쿠레기촌, 오에촌과 합병해 아마쿠사정이 성립하였다.

## 참고 문헌
- 「天草町郷土誌」1978年
- 角川日本地名大辞典編纂委員会, 『角川日本地名大辞典 43 熊本県』1987, 角川書店